# Valsa ceuthospora
Valsa ceuthospora är en svampart som beskrevs av Cooke 1879. Valsa ceuthospora ingår i släktet Valsa och familjen Valsaceae.   Inga underarter finns listade i Catalogue of Life.